# Lynge-Frederiksborgs härad

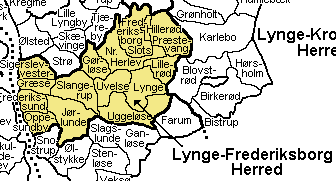
Karta med Lynge-Frederiksborgs härad markerat i gult.

Lynge-Frederiksborgs härad var ett härad (danska: herred) i dåvarande Frederiksborgs amt på Nordsjälland i Danmark. Häradet hade en yta av 211,3 kvadratkilometer.